# Миява
Миява (словац. Myjava, венг. Miava, иногда рус. Мыява) — город в западной Словакии на реке Миява у подножья Белых Карпат на севере Загорской низменности. Особенностью Миявы является факт, что это единственный район Словакии с преобладанием лютеран. Население — около 12 тыс. человек.

## История
Миява была основана в 1586 году беженцами из южной Словакии, которые спасались от турецкого нашествия. Позже сюда пришли переселенцы с Оравы и Тренчина. В XVIII веке в городе возникают многочисленные цехи. В конце XIX века начинается упадок Миявы. Население массово эмигрирует в США, особенно в г. Литтл-Фоллс. В 1937 году открытие завода арматуры меняет экономическую ситуацию на более благоприятную. Активная индустриализация продолжилась и в 1950-х.

## Население
| Год:                | 1994   | 2004    | 2014    | 2024     |
| ------------------- | ------ | ------- | ------- | -------- |
| Количество человек: | 13 244 | 12 884  | 12 042  | 10 453   |
| Разница:            |        | −2,71 % | −6,53 % | −13,19 % |

## Достопримечательности
- Лютеранская кирха
- Фарный костёл

## Города-побратимы
- Костелец-над-Орлици, Чехия
- Литл-Фолс, Нью-Йорк, США